# Asiago
Pour les articles homonymes, voir Asiago (homonymie).
Asiago est une commune de la province de Vicence dans la Vénétie en Italie. En dialecte cimbre, elle s'appelle Slege (Sleghen). La seule  frazione de la commune d'Asiago, Sasso, est reliée à la rivière Brenta, près de la municipalité de Valstagna, par un long escalier (4 444 marches), appelé Calà del Sasso.

## Histoire
Les premières traces humaines datent du Paléolithique et du Mésolithique. Les premiers habitants sédentaires sont d'époque préromaine. Langue cimbre et traditions (dont l'habillement) sont à rattacher aux Goths et à d'autres populations « barbares », ainsi qu'à des influences lombardes.
À diverses époques, et particulièrement depuis l'an 1000, des groupes de l'aire linguistique bavaro-tyrolienne, et peut-être aussi d'origine danoise, à la recherche de terres à cultiver, colonisent la zone.
De 1310 à 1807, se constitue un des premiers gouvernements autonomes et démocratiques de l'histoire, avec monnaie et milice propres : la Spettabile Reggenza dei Sette comuni.
Au début du XIIIe siècle, les résidents s'organisent militairement pour se défendre contre l'expansionnisme de leurs voisins, avec le puissant seigneur Ivano della Valsugana, et l'appui d'Ezzelino III da Romano. De 1036 à 1260, les communes du plateau (Asiago, Enego, Lusiana, Gallio, Foza, Roana et Rotzo) forment les meilleures troupes du gibelin Ezzelino III.
Le 29 juin 1310, sont définis les statuts de la Spettabile Reggenza dei Sette Comuni. La devise en est « Dise saint Siben, Alte Komeun, Prudere Liben ».
En 1327, la Fédération des sept communes, pour maintenir son autonomie administrative, passe sous la protection de Vérone. En 1387, la protection des Visconti de Milan ne respecte pas ce statut et n'assure pas l'autonomie administrative ni ne reconnaît les particularités et les privilèges, désignant les habitants des sept communes comme étant « les Allemands de la montagne du district de Vicence ». Le 20 février 1404, selon le calendrier vénitien, 1405 selon le calendrier grégorien, la Fédération des sept communes fait acte de reddition devant la république de Venise, ce qui élargit la présence de celle-ci sur la terre ferme, à une époque de perte de pouvoir des seigneurs de Scaligeri et des Visconti.

## Culture
Guglielmo Ciardi a peint les Casolari di montagna (fermes de montagne) typiques d'Asiago.

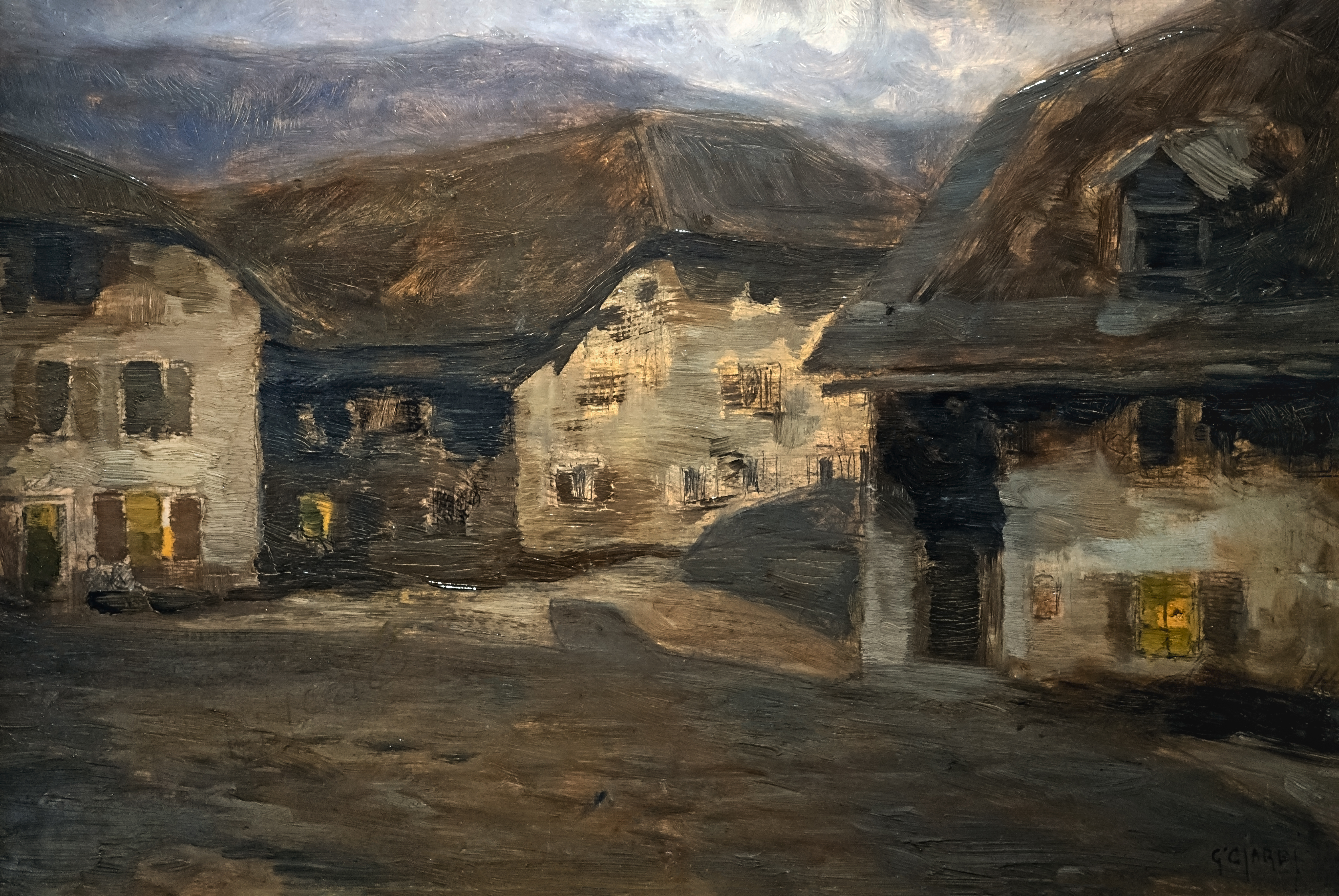
Casolari di montagna ad Asiago Guglielmo Ciardi (Ca' Rezzonico, Venise)

## Administration
| Période                                  | Période  | Identité    | Étiquette | Qualité |
| ---------------------------------------- | -------- | ----------- | --------- | ------- |
| 14 juin 2004                             | En cours | Andrea Gios |           |         |
| Les données manquantes sont à compléter. |          |             |           |         |

### Hameaux
- Quartiers d'Asiago : Ave, Klama, Longhini, Pènnar, Stocke, Laiten, Orkentaal, Ebene, Untargeicke, Prudegar, Balde, Buscar, Tulle, Bortune, Làmara, Schacher, Oba, Taal, Bischofarn, Oe-lar, Rutzar, Mosele, Morar, Schbanz, Kaberlaba
- Quartiers de la frazione Sasso : Lobba, Chiesa, Mori, Grulli, Sprunch, Gianesoni, Colli, Cotti, Ecchelen, Ruggi, Caporai
- Sasso di Asiago

### Communes limitrophes
Borgo Valsugana, Caltrano, Calvene, Castelnuovo, Conco, Enego, Foza, Gallio, Grigno, Levico Terme, Lugo di Vicenza, Lusiana, Ospedaletto, Roana, Rotzo, Valstagna, Villa Agnedo.

### Jumelages
- Tempio Pausania (Italie)
- Noventa Vicentina (Italie)
- Sinnai (Italie)

## Personnalités liées à la commune
- Jeanne-Marie Bonomo (1606-1670), bienheureuse bénédictine née à Asiago.
- Giovanni Scajario (1726-1792), peintre né à Asiago.
- Mario Rigoni Stern (1921-2008), écrivain né et mort à Asiago. Son roman Les Saisons de Giacomo parle de la commune.
- Italo Allodi (1928-1999), dirigeant de football né à Asiago.
- Benito Rigoni (1936-  ), bobeur né à Asiago.
- Gianfranco Stella (1938-  ), fondeur né à Asiago.
- Mario Andrea Rigoni (1948- ), écrivain et professeur de littérature italienne, né à Asiago.
- Guidina Dal Sasso (1958-  ), fondeuse et coureuse de fond née à Asiago.
- Massimo Rigoni (1961- ), sauteur à ski né à Asiago.
- Giampaolo Mosele (1962- ), skieur né à Asiago.
- Fabrizio Tescari (1969- ), skieur alpin né à Asiago.
- Ivan Lunardi (1973-  ), sauteur à ski né à Asiago.
- Michele Strazzabosco (1976-  ), joueur professionnel de hockey sur glace né à Asiago.
- Paolo Longo Borghini (1980- ), coureur cycliste né à Asiago.
- Enrico Fabris (1981-  ), patineur de vitesse né à Asiago.
- Stefania Berton (1990- ), patineuse artistique née à Asiago.

## Honneur
L'astéroïde (7679) Asiago porte son nom.